# Hymenophyllum humbertii
Hymenophyllum humbertii är en hinnbräkenväxtart som beskrevs av Carl Frederik Albert Christensen. Hymenophyllum humbertii ingår i släktet Hymenophyllum och familjen Hymenophyllaceae. Inga underarter finns listade.